# David Clarke (Radsportler)
David Clarke (* 20. Mai 1979 in Swadlincote) ist ein britischer Straßenradrennfahrer.
David Clarke fuhr 2003 für das britische Radsportteam Endurasport.com-Principia. 2004 gewann er die zweite Etappe bei der Tour Alsace. Im nächsten Jahr war er auf einem Teilstück der Tour de Guadeloupe erfolgreich. In der Saison 2006 wurde Clarke Zweiter bei der britischen Bergmeisterschaft. Bei der Tour du Cameroun 2009 gewann er die sechste Etappe und konnte so auch die Gesamtwertung für sich entscheiden.

## Erfolge
2004
- eine Etappe Tour Alsace

2005
- eine Etappe Tour de Guadeloupe

2009
- eine Etappe und Gesamtwertung Tour du Cameroun

## Teams
- 2003 Endurasport.com-Principia (ab 10.04.)
- 2011 Endura Racing
- 2012 Node 4-Giordana Racing
- 2013 Synergy Baku Cycling Project
- 2014 KTM Cycling Team-Road and Trail.com